# Esteban Muruetagoiena
Esteban Muruetagoiena Scola (Ondárroa, Vizcaya, 6 de agosto de 1943 – Oyarzun, Guipúzcoa, 28 de marzo de 1982) fue médico y trabajó en el País Vasco. En la noche del 15 de marzo fue arrestado por la Guardia Civil y puesto en libertad el 25 del mismo mes. Murió tres días después. Oficialmente falleció de un fallo cardiaco aunque había indicios notables de que había sido sometido a tortura.

## Biografía
Médico nacido en Ondárroa, trabajó en el centro de salud de Oyarzun desde 1970 hasta 1982, año en el que falleció. Casado con Elixabete Hormaza, tuvieron una hija, Tamara Muruetagoiena (Oyarzun, 1974).

### Primera detención
Fue detenido por primera vez en 1979 y acusado de haber atendido a un militante de ETA herido de bala en 1977. El caso fue sobreseído de modo que quedó libre y sin cargos.

### Segunda detención
La Guardia Civil lo detuvo de nuevo el 15 de marzo de 1982 en Oyarzun. En aplicación de la ley antiterrorista, permaneció incomunicado diez días en dependencias policiales de San Sebastián y en la Comandancia de la Guardia Civil de Madrid, a la que fue trasladado.
No se supo de su detención hasta dos días después. Varios vecinos preguntaron al alcalde después de encontrarlo ausente en el consultorio, descubriendo así que había sido arrestado.
Aún no está claro por qué fue detenido por segunda vez pero el 25 de marzo fue puesto en libertad. Notablemente hundido, confesó y dio muestras de haber sido sometido a torturas por las fuerzas de seguridad. Falleció tres días más tarde a la edad de 38 años.

## Tortura
Desde el comienzo las fuentes oficiales afirmaron que la causa de la muerte fue un infarto de miocardio. El informe de la autopsia revelaba sin embargo evidencias de tortura. Presentaba quemaduras en diversas partes del cuerpo, producto probable de la aplicación de electrodos, hemorragia en el oído izquierdo e inflamación genital. Murió en casa tras el trato recibido.
Bixente Ibarguren fue arrestado en la misma operación y confirmó la tortura. Denunció golpes y la aplicación de diversos métodos. Pudo escuchar a Muruetagoiena durante la detención y comprobar después como estaba psicológicamente afectado.

### Movilizaciones
La muerte de Joseba Arregi Izagirre acaecida un año antes aún estaba presente en la memoria del País Vasco. Hubo diversas reuniones, huelgas y manifestaciones en contra de la muerte de Esteban Muruetagoiena: en Mondragón, Éibar, Villafranca, Tolosa, Hernani, Lezo, Vergara, Zumárraga, Azcoitia, Azpeitia, Rentería, Berango, Arrigorriaga, Erandio, Lequeitio, Vitoria, Bilbao y Basauri.
El Ayuntamiento de Oyarzun aprobó una moción en contra de la legislación antiterrorista con el fin de garantizar a toda persona el derecho a un médico de confianza y un abogado así como solicitó la investigación apropiada del caso.

### Dos versiones
Los principales medios de comunicación declararon el paro cardiaco como la causa de la muerte como afirmaban fuentes oficiales. El abogado Txema Montero, que estuvo siguiendo el caso, se puso en contacto de inmediato con organismos internacionales de Derechos Humanos para hacerles partícipes de la noticia y solicitar una investigación. Organismos como Amnistía Internacional o Investigación Anti Tortura (ATR) se ocuparon del caso. ATR, organización médica de carácter global, se refirió en una conferencia en París ante multitud de medios a las numerosas y graves irregularidades que envolvieron la autopsia. Según lo establecido, el diagnóstico extraído de la misma no sería legal y no tendría ningún soporte.
El periódico Egin publicó que Muruetagoiena había sufrido tortura. La Guardia Civil levantó una querella acusándolos de la edición de “noticias falsas, calumniosas y malintencionadas”.

## Memoria
En 2007 se cumplieron 25 años de su muerte. Se hicieron ceremonias en honor al médico de Oyarzun en el mismo pueblo donde trabajó así como en Ondárroa. En el homenaje el Grupo Contra la Tortura del País Vasco reconoció que en efecto hubo tortura. Como parte del evento y en petición del pueblo el nuevo centro de salud pasó a llamarse Esteban Muruetagoiena y a lucir una placa en su recuerdo. En 2012, cumplidos 30 años del suceso, se recordó de nuevo al doctor en un fin de semana en el que la danza, la música, diversos discursos y la intervención de su propia hija estuvieron presentes.
En la noche del 9 de mayo de 2010, alrededor de las cuatro de la mañana, varios desconocidos destrozaron la placa de homenaje colocada en el centro de salud de Oyarzun. Rodolfo Ares, Consejero de Interior del Gobierno Vasco en ese momento, reconoció que los indicios apuntaban a que un ertzaina era el responsable de los hechos, pero señaló que el agente actuó a título individual. El ayuntamiento de Oyarzun, por su parte, solicitó una investigación del caso y el parlamentario Mikel Basabe pidió al consejero que informará de los resultados una vez concluyera. Tras las pesquisas el autor del delito fue suspendido con dos meses de empleo y sueldo, sancionado por la comisión de dos faltas catalogadas como graves.
El 6 de noviembre de 2010 se volvió a homenajear al doctor. En el acto una nueva placa colocada en la pared del ambulatorio fue descubierta por su hija.

### El doctor y el cine
La hija de Esteban, Tamara, editó un documental en 2007 sobre su padre. El doctor es un cortometraje de aproximadamente diez minutos en el que se resume la vida e historia de Muruetagoiena. Se contextualizan los hechos y se hace patente que los signos de tortura encontrados tras la muerte del médico no fueron convenientemente investigados por las autoridades. La película es un alegato a favor de la paz y nos deja un claro mensaje en contra de la violencia de ETA y la tortura.
En 2012 la directora irundarra Bertha Gaztelumendi presentó el documental Mariposas en el hierro en el Festival de San Sebastián. La obra reúne las voces de mujeres que apuestan con determinación por la paz en el País Vasco y que han sido víctimas de la violencia en alguna de sus manifestaciones. En el mismo se puede escuchar la voz de Tamara Muruetagoiena que ha desarrollado una importante labor como activista en contra de la tortura participando en encuentros y foros.
En 2024 la cineasta Amaia Merino, junto a Ander Iriarte, dirige el documental Indarkeriaren oi(h)artzunak/Que se sepa. Lo presentan el mes de abril en el Victoria Eugenia, en el marco del Festival de Cine y Derechos Humanos y obtienen el Primer Premio del Público al Mejor Largometraje. La película cuenta con el testimonio de su hija, Tamara, y recrea los hechos de manera animada, a cargo de Adur Larrea. Además se incluyen fragmentos de entrevistas hechas por Eva Forest, por ejemplo, a Esteban Scola, tío materno del fallecido y también médico, que asistió con indignación a la autopsia llevada a cabo por Faustino Alfageme. Se pretende contar la historia de la propia Tamara como ejemplo del larguísimo camino hacia el reconocimiento. El documental se presentó a la 72 edición del Festival Internacional de Cine de San Sebastián en la sección Zinemira.

### El foro cívico contra la tortura
Iniciativa contra la Tortura en Navarra convocó un foro cívico los días 25 y 26 de marzo de 2010 que llevó por nombre el de Esteban Muruetagoiena. En él se debatió la intervención que podría hacer la sociedad civil para erradicar la tortura. Las conclusiones del foro fueron llevadas al Parlamento de Navarra.
El 31 de marzo de 2012 se celebró el II Foro Cívico contra la Tortura Esteban Muruetagoiena en Oyarzun. Recogió diversas intervenciones de abogados, médicos, familiares y de la fundación Euskal Memoria, que tomaron la palabra para recordar a Esteban y arrojar más luz sobre lo ocurrido en 1982. También se proyectó el documental The Doctor. El foro celebró una mesa redonda bajo el título 30 años después... ¿hacia dónde vamos? en la que participaron representantes de Euskal Memoria, Lokarri, Grupo contra la tortura (TAT), Amnistía Internacional, Jaiki Hadi, Coordinadora para la Prevención y Denuncia de la Tortura (CPDT), Argituz y dos personas torturadas. La jornada cerró con la representación de una obra de teatro.